# 福島弘芳
福島 弘芳（ふくしま ひろよし、1945年11月4日 - ）は、日本の政治家。元青森県つがる市長（4期）、元木造町長（1期）、元木造町議会議員（7期）。

## 来歴
青森県西津軽郡木造町（現つがる市木造林）出身。1969年（昭和44年）3月、日本大学理工学部卒業。1976年（昭和51年）に木造町議会議員に選挙に初当選。1996年（平成8年）に議長就任。2000年（平成12年）まで7期務め、同年、同町の助役に就任。2003年（平成15年）、木造長選挙に初当選。
2005年（平成17年）2月11日、西津軽郡木造町、森田村、柏村、稲垣村、車力村の1町4村が合併して、つがる市が誕生。3月6日告示、3月13日執行のつがる市長選挙において無投票で初当選した。
2009年（平成21年）、無投票で再選。2013年（平成25年）、無投票で3選。2017年（平成29年）、無投票で4選。
2021年（令和3年）の市長選には出馬せず、引退。2022年（令和4年）、旭日中綬章受章。